# Gertrude Atherton
Gertrude Atherton, de soltera Gertrude Franklin Horn, (1857-1948) fue una escritora estadounidense.

## Biografía
Gertrude Atherton nació en San Francisco el 30 de octubre de 1857. Sus padres se separaron cuando ella tenía dos años y fue criada por su abuelo materno, que fomentó su afición a la lectura.
Conoció a George H.B. Atherton cuando este cortejaba a su madre, pero él acabó enamorándose de la hija, y ambos se fugaron juntos en febrero de 1876, cuando ella tenía dieciocho años, estableciendo su residencia con la madre de George en California, aunque, como consecuencia de su disgusto con el matrimonio, ella empezó a llevar una vida independiente.
Dos tragedias cambiaron radicalmente la vida de Gertrude: su hijo George murió de difteria y su marido murió en el mar en 1887. Ella quedó sola y sin ingresos, con su otra hija, Muriel, de cuya crianza se hizo cargo su suegra.
Atherton viajó a Londres (donde conoció superficialmente a Oscar Wilde y a Winston Churchill) y a París; pero a la muerte de su abuelo retornó a California, donde viviría en lo sucesivo, y se hizo cargo de su hija. Atherton acabaría siendo una mediana especialista en la California hispana, temática presente en alguna de sus obras.
Era fervientemente anticomunista y fue de los pocos escritores estadounidense que apoyó públicamente al bando de Franco durante la guerra civil española.
Gertrude Atherton murió de un infarto en 1948, a la avanzada edad de noventa años.

## Carrera literaria
Atherton publicó su primer relato, The Randolph of Redwoods en 1882, en forna de serial en la revista The Argonaut, firmando con el pseudónimo "Asmodeus"; pero cuando reveló a su familia que ella era la autora, esta se escandalizó y la sometió al ostracismo. Su primera novela propiamente dicha, What Dreams May Come se publicó en 1888, también con seudónimo, en este caso el masculino "Frank Lin".
A partir de entonces, y ya firmando con su nombre, fue una prolífica autora de relatos y novelas, con no menos de 60 libros y numerosos artículos. En su obra presenta heroínas de vida muy independiente; acaso una reacción a su desafortunada vida conyugal. Sus novelas más populares fueron The Californians (1898) The Splendid, Idle Forties (1902), The Conqueror (1902) y Black Oxen (1923). Esta última, cuyo título se traduciría como Bueyes negros, fue un auténtico best seller, e incluso de ella se hizo una película muda, con el mismo título.
No pocos de los relatos de Gertrude Atherton presentaban elementos sobrenaturales. El más conocido de ellos es, probablemente, El sitio de paso, del que hay traducción española, a cargo de Sara Lekanda.